# Balls Mahoney
Jonathan Rechner, (født 11. april 1972 - 12. april 2016) bedre kendt fra hans ringnavn Balls Mahoney, var en amerikansk professionel wrestler. Mahoney var Muligvis bedst kendt fra hans forretninger med Extreme Championship Wrestling i slutningen af 90'erne og starten af 00'erne.